# 1984년 삼성 라이온즈 시즌
1984년 삼성 라이온즈 시즌은 삼성 라이온즈의 창단 후 3번째 시즌이다.
재일동포 김영덕 감독이 새로 부임하자 2년 연속 일본으로 전지훈련을 떠났지만 한파-폭설 때문에 제대로 연습을 하지 못하여 14일 만에 귀국했다.
그 결과  팀은 전기리그 1위를 차지하여 한국시리즈 진출을 확정했고(후기리그에서는 5위), 롯데 자이언츠와의 한국시리즈에서는 3승 4패로 준우승에 그쳤다.

## 타이틀
- KBO 골든글러브: 이만수 (포수), 장효조 (외야수)
- 올스타 선발: 김시진 (투수), 이만수 (포수), 천보성 (2루수), 오대석 (유격수), 장효조 (외야수)
- 올스타전 추천선수: 황규봉, 김일융, 함학수, 장태수
- 컴투스프로야구2022 타이틀홀더 라인업: 김일융 (선발투수)
- 컴투스프로야구 80년대 올스타: 김일융 (중계투수), 이만수 (포수)
- 컴투스프로야구 80년대 삼성 라이온즈 라인업: 김일융 (선발투수), 이선희 (중계투수), 이만수 (포수)
- 컴투스프로야구 나때는 말이야 라인업: 이만수 (포수)
- 출장(타자): 함학수 (100)
- 홈런: 이만수 (23)
- 타점: 이만수 (80)
- 사구: 이만수 (12)
- 타율: 이만수 (0.340)
- 출루율: 장효조 (0.422)
- 장타율: 이만수 (0.633)
- OPS: 이만수 (1.042)
- 완봉: 김일융 (3)
- 승률: 황규봉 (0.833)
- 선발승: 김시진 (15)

## 선수단
- 선발투수 : 김일융, 김시진, 권영호, 양일환, 진동한
- 구원투수 : 이선희, 박영진, 권기홍
- 마무리투수 : 황규봉, 전용권, 성낙수, 송진호
- 포수 : 이만수, 송일수, 손상대, 박정환
- 1루수 : 함학수
- 2루수 : 배대웅, 천보성, 김성래, 김동재
- 유격수 : 오대석, 정진호
- 3루수 : 김근석,   김한근
- 좌익수 :  정현발, 홍승규, 정성룡
- 중견수 : 장태수, 김이수
- 우익수 : 장효조, 황병일, 박찬, 허규옥
- 지명타자 : 박승호

## 여담
- 김일융은 KBO 리그 역대 최초의 용병 좌완 투수다.
- 송일수는 KBO 리그 역대 최초로 해외에서 고등학교를 졸업한 선수이자 최초의 고졸 용병 타자다.
- 삼성 라이온즈는 이 시즌에 2군을 창설했다.
- 6월 17일 해태 타이거즈와 KBO 리그 사상 처음으로 제주 야구장에서 경기를 치렀다.
- 이만수는 KBO 올스타전에서 KBO 사상 최초이자 유일하게 사구를 2번이나 맞았다.
- 김일융은 KBO 리그에 외국인 선수 제도가 도입되기 이전 단일 시즌 최저 평균자책점을 기록한 용병 투수가 되었다.
- 이만수는 1984년에 신설된 최고장타율상의 첫 수상자가 되었다.
- 이만수는 타율, 홈런, 타점 1위에 올라 KBO 리그 사상 최초로 타격 트리플 크라운을 달성했다.
- 팀은 1982 신인드래프트부터 1985 드래프트까지 4년 연속으로 조규식을 지명하여 조규식은 KBO 리그 사상 신인드래프트에 가장 많이 지명된 선수가 되었다. 다만 조규식은 4차례 모두 입단을 거부했다.
- 송일수와 김일융을 구단 사상 최초로 자유선발로 영입했다.
- 팀은 실책 54회에 그쳐 역대 단일 시즌 팀 최소 실책을 기록했다.
- 장효조는 포스트시즌에서 도루를 7번 성공하여 KBO 리그 역대 단일 포스트시즌 최다 도루 기록을 세웠다.
- 송일수는 KBO 리그 용병 타자 중 처음으로 포스트시즌에서 득점, 홈런, 희생타를 기록했다.
- 장태수는 KBO 포스트시즌 사상 처음으로 통산 10볼넷, 10삼진을 기록했다.
- 박영길 전 롯데 감독을 타격코치로 영입했고 이 과정에서 감독 출신으로 코치가 된 최초 사례를[3] 남겼다.
- 이 시즌 팀은 처음으로 트레이드에 참여하지 않았다.

## 같이 보기
- 1986년 삼성 라이온즈 시즌